# Laguna de Berre
La laguna de Berre, también llamada mar de Berre y a veces estanque [marino] de Berre (en francés: Étang de Berre; en occitano provenzal Mar de Bèrra o Estanh de Bèrra o  estang de Berro o mar de Berro) es una laguna litoral de agua salada conectada con el mar Mediterráneo. Se localiza en el sur de Francia, entre la desembocadura del río Ródano y la ciudad de Marsella. La palabra francesa «étang» define perfectamente este tipo de laguna costera, ya que se trata, geomorfológicamente, de un accidente litoral de tipo lagoon. A veces se traduce literalmente del francés como «estanque», siendo más correcta su traducción como «laguna».
Tiene una superficie de 155 km² y en ella se distinguen tres subdivisiones: el estanque principal, en el este el llamado estanque de Vaïn y, en el sureste, el estanque de Bolmon.
Los ríos Arc, Touloubre, Cadiere y, desde 1966, el río Durance, alimentan la laguna con agua dulce. Dos canales la conectan con el Mediterráneo: el canal de Caronte, el mayor, en el suroeste de la laguna y desembocando en la localidad de Port-de-Bouc; y el canal del Rove, en la parte sureste, conectando Marignane con L’Estaque, en la parte occidental de Marsella.

## Historia
El estanque se formó por la subida del nivel de las aguas al final de la última glaciación. La zona de Caronte se convirtió en un valle fluvial, que comunicaba con el mar cuando tenía un nivel cien metros inferior al actual. Desde hace unos 7000 años el paso fue rellenándose con aluviones, convirtiéndose una zona húmeda.
Ya en el siglo I a. C. los romanos desarrollaron proyectos para excavar un canal que conectase la laguna interior con el Mar Mediterráneo. La parte más propicia para ello era una abertura hacia el Golfo de Fos, localizado al sureste de la laguna. Así era posible pasar pequeñas barcas pesqueras a través del antiguo valle de Caronte. Otros canales más pequeños facilitaban la entrada de peces, que desovaban en el estanque y eran recogidos por los pescadores a la vuelta.
La pesca y las explotaciones de sal han sido las principales actividades comerciales en la zona de la laguna desde tiempo remotos. Si bien el agua no alcanzaba el nivel de salinidad del mar, y en estaciones de alto régimen fluvial el agua era lo suficientemente dulce como para helarse durante los inviernos más fríos.
El proyecto concluido en el canal de Caronte comenzó en 1863, a fin de crear un canal de comunicación fluvial entre Marsella y el río Ródano. Esta empresa se debe englobar en el contexto de la Revolución industrial en el área de Marsella de mediados del siglo XIX. El canal se excavó entre las localidades de Martigues, en la orilla de la laguna, y de Port-de-Bouc, en el golfo de Fos. Desde entonces, el canal fue ensanchado gradualmente, hasta alcanzar entre seis y nueve metros, lo que permite la navegabilidad de barcos al interior del estanque de Berre.
El agua estancada comenzó entonces a incrementar su nivel de salinidad, contrarrestando el agua salada del mar abierto las desembocaduras de agua dulce de pequeños ríos.
La apertura del canal significó un importante auge en el sector industrial de la zona. Grandes refinerías de petróleo de las mayores compañías mundiales se instalaron en la zona a lo largo de los siglos XIX y XX, pasando a ser el mayor centro de refinación de toda Francia. Dos de las mayores refinerías, las de Berre y las de Mède abrieron incluso sus propios puertos comerciales en el estanque.